# 顏武周
顏武周（英語：Michael Ngan Mo-chau，1990年4月16日—），香港持不同政見者，現流亡至英国從事電子傳媒工作。顏流亡前是香港公務員，曾作為勞工運動領袖及學生運動領袖。他曾就讀香港中文大學政治與行政學系，期間曾擔任香港中文大學學生會的外務副會長，亦代表中文大學擔任香港專上學生聯會代表會成員。他在學聯代表任期內，學聯作為民間反對國民教育科大聯盟的領導組織，主導反對德育及國民教育科運動。
他在畢業後加入香港特別行政區政府勞工處成為二級助理勞工事務主任。在反對逃犯條例修訂草案運動爆發後，他籌組新公務員工會並擔任首任主席，但在香港國安法定立後解散組織、辭去公務員職位和流亡海外。

## 早年生活
顏武周於1990年4月16日在中国内地出生，出身自基層家庭的他在七歲時隨家人移民香港。他自小就被評價為刻苦耐勞的學生，中文及历史等文科成績特別優異。顏在中學時入讀博愛醫院歷屆總理聯誼會梁省德中學，曾在2011年香港高級程度會考中打破學校最優秀成績紀錄，繼而考入香港中文大學新亞書院，修讀政治與行政學。

## 參與學運

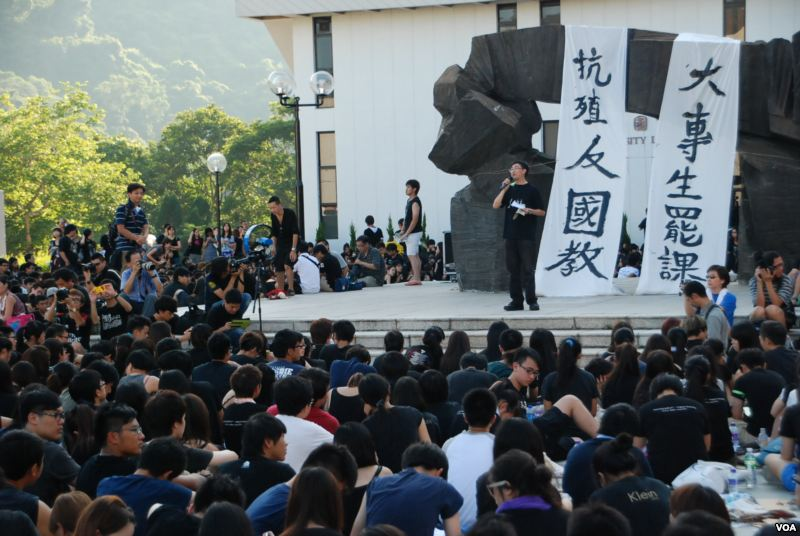
2012年的大專罷課日共有八千人參與，要求當局撤回國民教育科

在2012年至2013年間，顏武周擔任香港中文大學學生會的外務副會長，成為會長楊政賢的助手，而岑敖暉則為他的繼任人。作為中大學生會的外務副會長，顏亦代表中大擔任香港專上學生聯會代表會成員。
在2012年的反對德育及國民教育科運動上，學聯作為民間反對國民教育科大聯盟的領導組織，與學民思潮、國民教育家長關注組及香港教育專業人員協會合辦多場示威活動，包括9月11日在中文大學舉行的大專生罷課日。顏負責籌備9月11日的大專生罷課日，他在當日批評香港政府承諾由學校自行決定課程是假讓步，並宣佈不排除擴大行動。經過一連串示威後，政府在10月8日擱置頒佈德育及國民教育科課程指引。

## 公務員生涯
大學畢業後，顏武周於2014年加入香港特別行政區政府勞工處擔任二級助理勞工事務主任，成為公務員。他入職後被派至展能就業科，協助殘疾人士找工作，並在工作找到「丁點兒的意義」。他加入政府後在社會運動上變得低調，在雨傘革命等抗爭活動中未有公開露面，不過仍被大公报等親中共報章視為民主派在政府的內應。

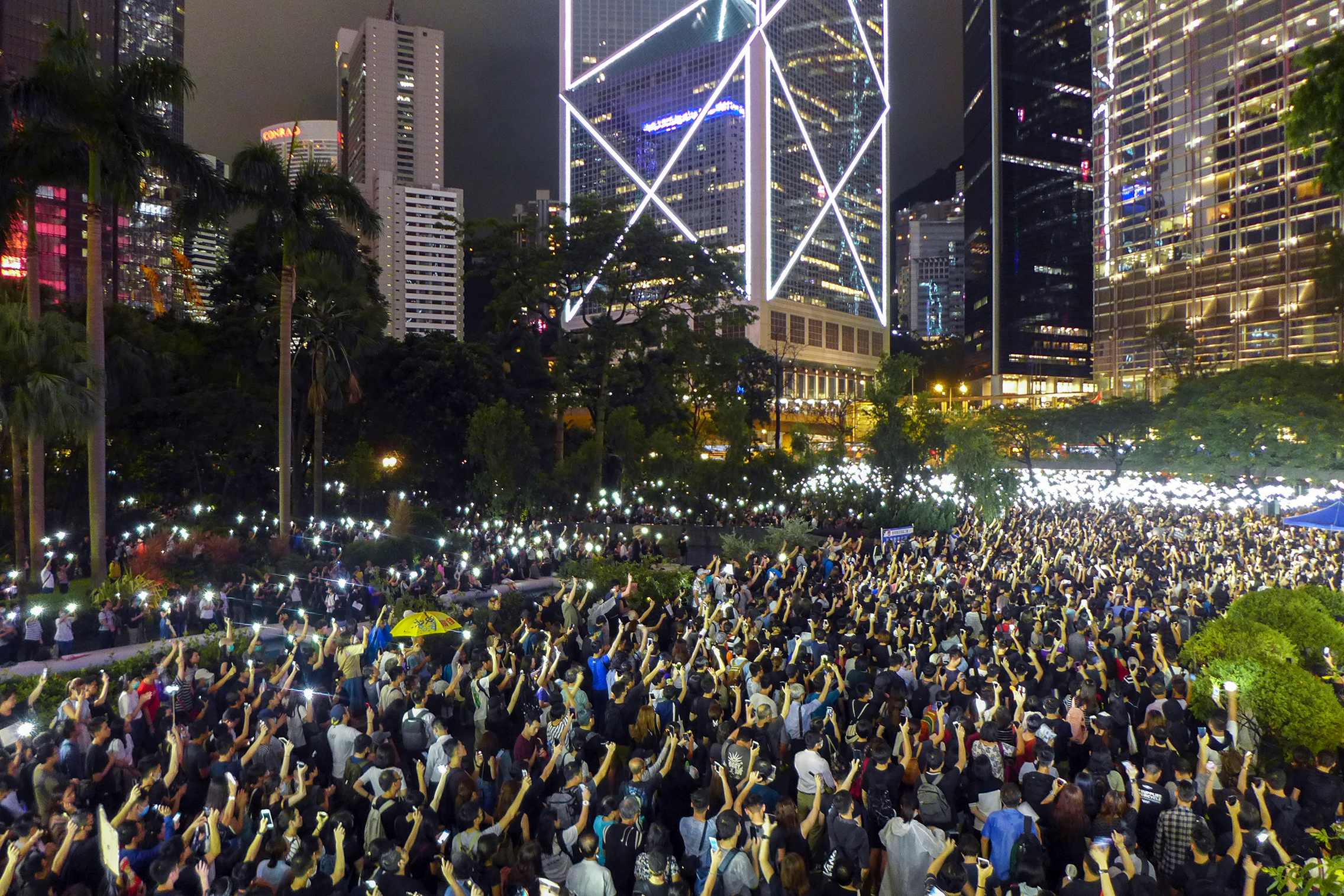
「公僕仝人，與民同行」集會

反對逃犯條例修訂草案運動在2019年爆發並急速惡化，更在7月21日發生元朗襲擊事件，隨後包括勞工事務主任等多個香港公務員職系發出聯署公開信要求政府回應五大訴求。顏最終按捺不住，與另外四名公務員發起香港史上首個公務員反政府集會。政府得悉後大為震驚，公務員事務局局長羅智光在8月1日發表公開信表示公務員團隊奉行的政治中立是須對行政長官及政府完全忠誠，以公務員名義參加政治活動會影響市民對整個公務員團隊的觀感。然而，政府及其支持者的反對聲音並未有打擊顏及其他發起人，而8月2日晚上的集會更有近4萬人出席。
雖然公務員集會順利舉行並和平散去，但顏的立場引起廣泛爭議。出席集會的前高官包括前政務司司長陳方安生及前公務員事務局局長王永平等，而王在集會上更以公務員守則編撰人身份指出公務員以個人身份擁有完整的公民權利和政治權利，可參加政治活動，而公務員團隊奉行的政治中立須以法治為基礎，而不是向個別人士效忠的人治。反對者則認為是次集會已加上公務員標籤，令人誤以為集會代表全體公務員，損害公務員形象，認為顏組織集會不應用上公務員作主題。顏則回應指集會在工餘時間舉行，參加者全部以個人身份出席，並不代表所屬部門，而他及其他發起人亦沒有鼓勵公務員參與8月5日的罷工，罷工與否純屬各人自己決定。
自申請集會起，顏的辦公室電話經常受到滋擾，並延續至集會過後。他的職員記錄在2019年9月初在政府的電話索引上消失，引來被解聘的猜測。最後，勞工處解釋顏仍然在政府任職，顏其後獲派署任一級助理勞工事務主任，並由僱員補償科調派至勞資關係科，而處方在辦公室設置妥當後重新更新電話索引。顏獲安排試升職為一級助理主任引起建制派及親中媒體廣泛不滿。
署任期內的顏並沒有因此不再發聲，相反他更在同年9月成立新公務員工會，以促進新制公務員權益及保護公務員自由表達意見的權利，並在11月4日出席民間記者會時對外公佈招收成員。顏擔任工會首任主席，並以「古代也有諫官」來解釋新工會不怕就政府政策發聲。新工會的立場雖然不討好政府，但仍受到不少公務員支持，11月8日首設街站即有數百人報名加入。
及後2019冠狀病毒病在香港爆發，顏在2020年2月12日主持新工會大會探討公務員的防疫配給問題，並向會員收集支援醫護界罷工的意見。最終，新工會要求政府提供清晰的特別工作安排指引及提供已收集的防疫配給數字以解釋分配準則，並且感謝罷工的醫護人員。新工會在大會上原決議如政府在一星期內沒有回應就集體病假或按章工作，但顏等理事會成員最後決定改為於政府總部舉行集會，向政府重申工會的訴求。顏在集會上暗指梁天琦提出的社會運動口號因政府施政失當而成民間主流，使得出席人士大聲呼叫「光復香港，時代革命」，同時亦有人展示有關旗幟。政府隨即抨擊集會呼籲公務員和市民聚集，有違政府減少社交接觸的抗疫指引，並指防疫配給並無問題。同時，該集會亦成為香港最後一個獲得不反對通知書的集會。
2020年5月，中國全国人民代表大会決定為香港定立港區維護國家安全法，新公務員工會加入二百萬三罷聯合陣線並舉行罷工公投。政府發出譴責聲明批評聯合陣線的主張，公務員事務局長聶德權繼而在香港商業電台訪問中直接批評新工會的政治性罷工遠超僱員權益範疇，有違公務員守則，而政務司司長張建宗則公開撰文指新工會此舉對社會利益和公務員團隊聲譽構成損害。同時，建制派不但普遍認同政府立場，更大肆批評作為新工會主席的顏。
在籌備公投之際，連同顏在內的八名署理一級助理勞工事務主任被降回二級助理主任。雖然勞工處強調僅為行政需要，不過行政需要的署任一直都會事先通知，而顏等人在先前並未被告知。事件引來政府內外嘩然，斥責政府因政見向顏秋後算帳。新工會司庫賴嘉欣指責政府甚至找來部門另外七位同事陪葬，形容安排聞所未聞，而公務員工會聯合會總幹事梁籌庭亦表示事件非常罕見。顏隨後透過工會發公開信表示縱使難過及抱歉，但早已將更遠大的目標放在個人利益之前。
新工會司庫賴嘉欣亦及後無法順利升職，但新工會沒有因此而退縮。顏在此時四出奔走，向公眾表明新工會對公投沒有預設立場，旨在了解會員對國安法、公務員凍薪及公務員宣誓的看法，並認為政府存心曲解及沒有履行允許各行業討論國安法的承諾。原定於6月14日舉行的聯合公投因熱帶風暴鸚鵡接近香港而改至6月20日舉行，顏亦在記者會中提及他曾邀請與公務員事務局會談，但局方卻拒之门外。最終，僅1,191名公務員參與公投，未能達標，但投票者接近全數擔心國安法會影響自由及權利，超過八成半人支持以發動工業行動回應。顏在點票後表明新工會會繼續保護成員的言論自由，而政府則再度發新聞稿強烈譴責公投。
公投過後半年，聶德權在12月中正式公佈公務員必須簽署聲明或宣誓擁護基本法及效忠特區，並會紀律懲處拒絕簽署聲明或宣誓者，最嚴重是革職或勒令退休，而顏表明基本法早已限制公務員的職務，故此不會簽署宣誓聲明。雖然工會有聲音要求司法覆核聶的決定，但顏認為受限於國家安全法條文的決定難以透過訴訟推翻。及後，顏及眾工會理事因拒絕宣誓或未能留效港府，為保障會員資料而在2021年1月16日宣布解散工會。
顏在遞交宣誓聲明限期前辭職，並在2021年2月15日離開政府，因假期使最後的工作天為同月的11日。他直接指出效忠聲明是辭職原因之一，亦表明留職的發揮空間有限，不必自欺欺人，惟有消息指出他離職亦為逃避紀律調查。

## 流亡海外
離任香港公務員的顏武周在2021年中決定離開香港流亡海外，創立電子傳媒《同文》，為海外港人提供相關新聞資訊。

## 外部連結
- 新公務員工會的Facebook專頁（已失效）（页面存档备份，存于）
- 新公務員工會的Instagram帳戶（帳戶已經與該工會無關）（页面存档备份，存于）